# Луций Луцилий Бальб
Лу́ций Луци́лий Бальб (лат. Lucius Lucilius Balbus; II—I века до н. э.) — римский правовед и стоик.

## Биография
В сохранившихся источниках есть только отрывочная информация о жизни Луция Луцилия. В трактате Марка Туллия Цицерона «Об ораторе», действие которого происходит в 91 году до н. э., Луций Лициний Красс упоминает двух Бальбов-стоиков. Это наверняка Луций Луцилий и его брат или кузен Квинт. Известно, что Луций Бальб, наряду с Гаем Аквилием Галлом, принадлежал к числу наиболее способных учеников Квинта Муция Сцеволы «Понтифика» (специалиста по религиозному праву), а позже стал учителем Сервия Сульпиция Руфа. В 81 году до н. э. Бальб участвовал в процессе Публия Квинкция .
В Риме своей эпохи Бальб считался, наряду с Галлом, наиболее опытным правоведом. При этом Цицерон называет в числе его отличительных черт, наряду с учёностью и образованностью, «рассудительную медлительность».